# نورمان مور (سياسي)
نورمان مور (بالإنجليزية: Norman Moore)‏ هو سياسي أسترالي، ولد في 24 أغسطس 1945 في كالغورلي في أستراليا. حزبياً، نشط في الحزب الليبرالي الأسترالي.